# Digby, Nova Scotia
Digby är en ort i Kanada.   Den ligger i provinsen Nova Scotia, i den sydöstra delen av landet, 800 km öster om huvudstaden Ottawa. Digby ligger 35 meter över havet och antalet invånare är 2 052.